# Loud (singolo R5)
Loud è un brano musicale del gruppo pop rock e alternative rock statunitense R5, estratto come singolo dall'omonimo EP. È stato pubblicato nel formato digitale e fisico il 19 febbraio 2013 dall'etichetta discografica Hollywood Records ed è poi stato ripubblicato nell'album di debutto del gruppo, Louder, a settembre 2013.

## Accoglienza
Il singolo e il relativo video sono stati accolti da recensioni positive sia dalla critica musicale sia dal pubblico. Musichel ha affermato che Loud, come gli altri brani dell'EP, è una melodia "contagiosa, capace sicuramente di prendere chi l'ascolta". Matt Collar di AllMusic ha dichiarato che "con la mescolanza di materiali dance e orientati al rock di Loud, gli R5 hanno trovato un bel bilanciamento tra il sound dei Maroon 5 e dei One Direction" e ha definito il brano come "molto contagioso". ClevverTV ha parlato del video musicale, dicendo che "l'atomosfera è davvero molto allegra, con una grande performance sul tetto di un palazzo". Fanlala ha affermato che si tratta di "uno dei video più divertenti che abbiamo mai visto".

## Video musicale
Il video musicale ufficiale di Loud è stato pubblicato il 22 febbraio 2013 sul sito ufficiale e sul canale YouTube della band. Il video è ambientato a Los Angeles, dove i componenti del gruppo camminano e si divertono per le strade della città seguiti da un gruppo di amici. Inoltre mostra la band mentre si esibisce sul tetto di un palazzo che domina la città, mentre il sole tramonta, come dice la canzone, "Shout it out from the rooftops”. Nel video sono contenute molte clip che ritraggono i membri del gruppo in momenti di svago e divertimento - sullo skateboard o sulla bmx, mentre festeggiano con gli amici, suonando, saltando su trampolini - e si innamorano. Le riprese si sono svolte nel centro di Los Angeles e il video è stato diretto da Ryan Pallotta.

## Altre versioni
Una versione acustica di Loud è contenuta nell'album Louder Deluxe Edition. Nel 2014 gli R5 hanno registrato una versione live della canzone, contenuta nell'EP Live in London. La registrazione del brano e del video live è avvenuta durante un concerto alla The O2 Arena a Londra del Louder World Tour.

## Classifiche
| Classifica (2013)                    | posizione |
| ------------------------------------ | --------- |
| Billboard Japan Hot 100              | 72        |
| UK Singles (Official Charts Company) | 199       |

## Premi e riconoscimenti
Radio Disney Music Awards
- 2013 – Nomination ‒ Best Acustic Performance ‒ Loud[9]
- 2014 – Nomination ‒ Best Song To Rock Out To With Your BFF ‒ Loud[10]
- 2014 – Nomination ‒ That's My Jam ‒ Loud